# Gargina gargophia
Gargina gargophia is een vlinder uit de familie van de Lycaenidae. De wetenschappelijke naam van de soort werd als Thecla gargophia in 1877 gepubliceerd door William Chapman Hewitson.

## Synoniemen
- Thecla orios Godman & Salvin, 1887
- Thecla pharus Druce, 1907
- Thecla radiatio Druce, 1907
- Thecla viola Draudt, 1920
- Nicolaea honduriana Johnson, 1993